# Game Boy Advance SP
Game Boy Advance SP (SP står för "SPecial") är en handhållen spelkonsol, från Nintendo, som har samma prestanda som Game Boy Advance, plus följande funktioner. Den släpptes i Japan den 14 februari 2003, och i Storbritannien den 28 mars samma år.

## Belyst skärm
Skärmen i Game Boy Advance SP har inbyggd belysning (belyst från sidan), vilket är en märkbar fördel jämfört med den vanliga Game Boy Advance-maskinen. På en senare version av Game Boy Advance SP, utgiven under 2005 i USA, är skärmen belyst bakifrån, vilket gör att spelen ser ännu bättre ut.

## Uppladdningsbart batteri
Det inbyggda och uppladdningsbara litiumbatteriet räcker för upp till 18 timmars spelande.

## Design
Enheten är mindre och smidigare. Dessutom går den att fälla ihop, vilket gör att risken för repor på skärmen minskar.
Konsolens mått är 82 × 84,6 × 24,3 mm och den väger ca 143 gram. Det går inte att använda hörlurar med 3,5mm kontakt som har varit standard på de föregående modellerna. Det går inte att använda laddare eller batterieliminator samtidigt som denna enhet är ihopkopplad med en Gamecube, därmed finns en viss risk att batteriet tar slut medan man spelar.

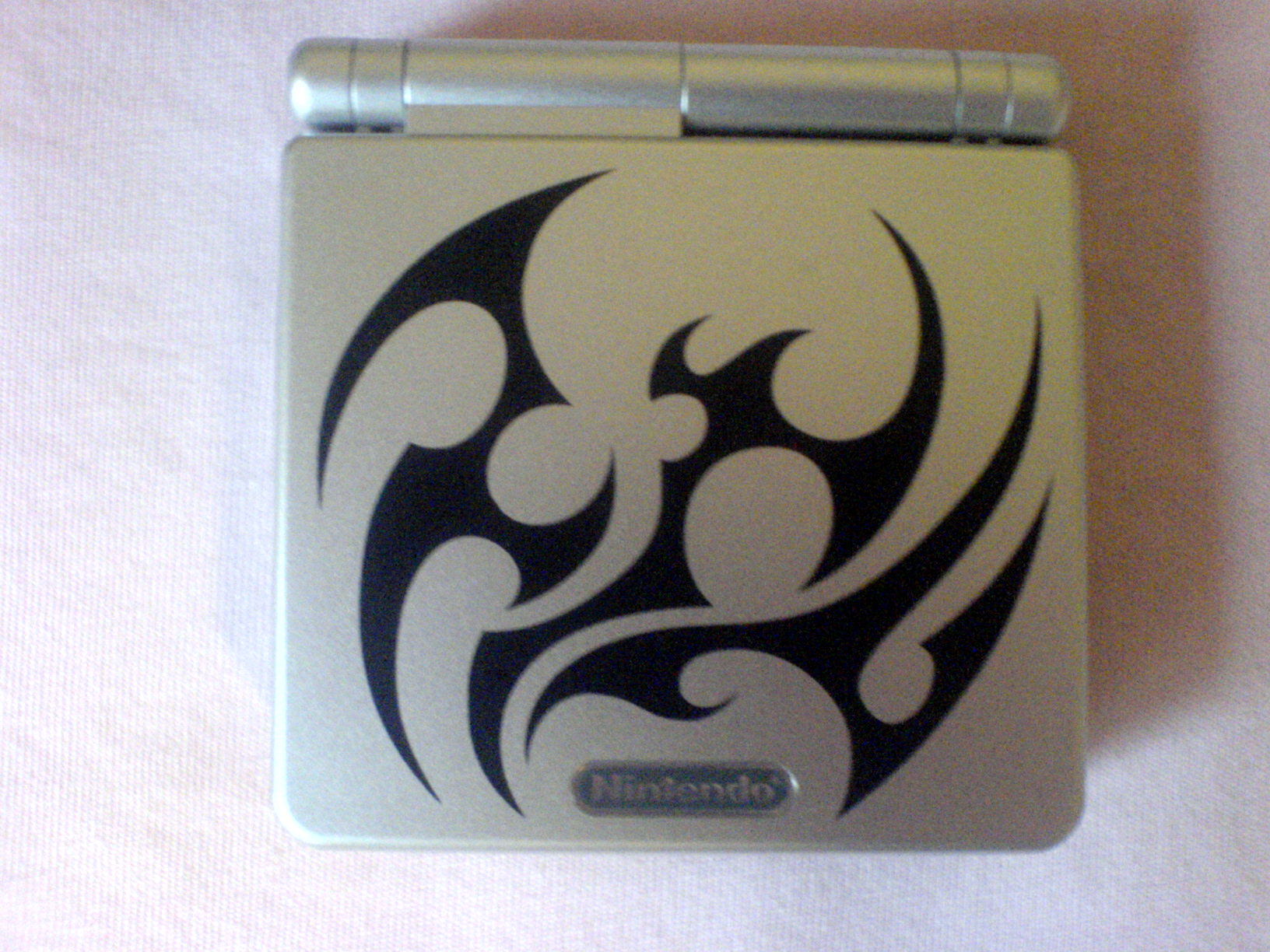
En hopfälld GBA SP Tribal Edition

## Game Boy Advance SP NES-edition
Konsolen ser ut som en vanlig GBA SP men inspirerad av NES. En betraktare som viker upp spelmaskinen kan se att kontrollpanelen har fått samma design som NES-handkontrollerna från 1980-talet, och det finns endast femtio tusen exemplar av utgåvan.

## Officiella tillbehör
- e-Reader
- Game Boy Advance Cable - används för att koppla ihop en Game Boy Advance med en Gamecube.
- Game Boy Advance Wireless Adapter - används för att koppla ihop två eller flera Game Boy konsoler med varandra, förbindelsen sker trådlöst.
- Game Boy Advance SP - AC Adapter
- Game Boy Advance SP - Hörlurar
- Game Boy Advance SP - Hörlursadapter
- Game Boy Link Cable - används för att koppla ihop två eller flera Game Boy-konsoler med varandra.

### Fotnoter
1. ↑  ”Nintendo Game Boy Advance” (på engelska). BBC. 7 juni 2011. http://news.bbc.co.uk/cbbcnews/hi/newsid_1600000/newsid_1604400/1604447.stm. Läst 24 maj 2017.